# Guzheng

Tânără interpretând la guzheng muzică tradițională chineză în parcul Güell din Barcelona

Guzheng, scris și gu zheng sau gu-zheng, (în limba chineză 古箏, în care gu 古 înseamnă vechi), este un vechi instrument muzical cu coarde ciupite similar cu țitera, originar din China.
Guzheng este un instrument asemănător cu multe instrumente din Asia, ca yatga (Mongolia), koto (Japonia), gayageum (Coreea), đan tranh (Vietnam).
Existența instrumentului guzheng este atestată încă din Perioada Regatelor războinice, dar acesta a devenit deosebit de popular în timpul Dinastiei Qin. Numărul de coarde ale instrumentului a variat de la un minim de 6 până la un maxim de 23, în timpul Dinastiei Tang. Cea mai veche relatare scrisă despre guzheng ne-a rămas din anul 91 î.e.n., de la istoricul Sima Qian.
Până în anul 1961, guzheng avea 16 coarde, deși pe la mijlocul secolului al XX-lea se foloseau și unele guzheng cu 18 coarde. În anul 1961, după doi ani de cercetare și dezvoltare, Xu Zhengao și Wang Xunzh au introdus în uz noul guzheng cu 21 coarde. Cu această ocazie, ei au inventat și călușul în formă de "S", montat în partea stângă a instrumentului, care a fost adoptat de toți producătorii de guzheng, din care a derivat și călușul în formă de "C". Forma curbă ușurează acordarea. Prin combinarea de coarde cu grosimi diferite, se asigură o mai bună rezonanță, atât în registrul grav, cât și în cel înalt.
Guzhengul cu 21 coarde s-a impus în cea mai mare parte a Chinei, dar unii muzicieni tradiționali continuă să cânte pe guzheng cu 16 coarde, în special în provinciile chineze de pe coastă și în Taiwan. Toate variantele sunt acordate într-un acord pentatonic (Do, Re, Mi, Sol și La), dar cea cu 16 coarde este acordată să emită trei octave complete, în timp ce aceea cu 21 de coarde are patru octave complete.